# 中央人民政府农业部
中华人民共和国中央人民政府农业部是根据1949年9月27日中国人民政治协商会议第一届全体会议通过的《中华人民共和国中央人民政府组织法》第十八条的规定，于1949年10月1日设置的一个部门。1954年9月，第一届全国人民代表大会第一次会议在北京召开，会议通过了《中华人民共和国宪法》和《中华人民共和国国务院组织法》，成立中华人民共和国国务院。根据国务院《关于设立、调整中央和地方国家机关及有关事项的通知》，中央人民政府农业部即告结束。国务院按照《国务院组织法》的规定，将原中央人民政府农业部改为中华人民共和国农业部，接替相关工作，成为国务院的组成部门。

## 部门工作
按照相关规定，中央人民政府农业部在政务院财政经济委员会的指导下展开工作。中央人民政府农业部作为国家行政机构，对全国范围内的农业生产工作进行统一领导和管理。

## 组织结构及历史
1949年设立时，中央人民政府农业部机关设置为办公厅和3司5局：
- 中央人民政府农业部
  - 办公厅
  - 农政司
  - 粮食生产司
  - 工业原料司
  - 畜牧兽医局
  - 病虫害防治局
  - 垦务局
  - 农田水利局
  - 农业器械局

至1951年11月，中央人民政府委员会决定，将中央人民政府林垦部所管的垦务工作移交农业部管理。由于当时移民开垦是属于直接发展农业生产的业务范围，所以规定，有关开垦工作的行政管理、技术指导、资料供应等问题，自工作移交后，均由中央人民政府农业部主管。由开荒引起的森林保护、水土保持等问题，由农业机关和林业机关在实际工作中密切配合，并出台相关办法予以解决。
1952年，中央人民政府农业部撤销了下属的农田水利局和农业器械局。
1953年，中央人民政府农业部增设计划司，撤销病虫害防治局，并将农政司和畜牧兽医局改为农政总局和畜牧兽医总局。
1952年11月，中央中央决定，在省委以上的党委领导下，一律建立农村工作部门，作为各级党委在领导农村工作方面的助手，其任务是帮助党委掌握农村各项工作的政策方针，而中心任务是组织和领导广大农民的互助合作运动，以便配合国家工业化的发展，逐步引导农民走向集体化的道路，农村工作的各项具体业务，由政府的农业、林业、水利等部门以及合作社分别负责。农村工作部与这些部门的党组织建立经常性的联系，并代表党委对他们的工作加以指导。

## 历任部长
- 李书城（1949年10月-1954年9月）

## 副部长
- 罗玉川（50年6月卸任）
- 吴觉农（专家）
- 杨显东（自然科学工作者，原武汉大学农学院院长）
- 刘瑞龙（原华东军政委员会土地改革委员会副主任，1952年8月）
- 王观澜（原中国共产党中央政策研究室副主任，1952年8月）